# مونيكا غونزاليس
مونيكا غونزاليس (10 أكتوبر 1978 في الولايات المتحدة - ) هي معلقة رياضية ولاعبة كرة قدم مكسيكية وأمريكية في مركز الهجوم، شاركت في الألعاب الأولمبية الصيفية 2004. وشاركت مع منتخب المكسيك لكرة القدم للسيدات. أما مع النوادي، فقد لعبت مع بوسطن بريكرز.

## وصلات خارجية
- مونيكا غونزاليس على موقع الاتحاد الدولي (مؤرشف)  (الإنجليزية)
- مونيكا غونزاليس على موقع قاعدة بيانات كرة القدم.إي يو (الإنجليزية)
- مونيكا غونزاليس على موقع أوليمبيديا (الإنجليزية)